# Obersaasheim
Obersaasheim est une commune française située dans la circonscription administrative du Haut-Rhin et, depuis le 1er janvier 2021, dans le territoire de la Collectivité européenne d'Alsace, en région Grand Est.
Cette commune se trouve dans la région historique et culturelle d'Alsace.

## Géographie
Obersaasheim est située en plaine d'Alsace, dans le Haut-Rhin (68) au cœur de la Région Hardt-Nord, délimité à l'Ouest par le Canal du Rhône au Rhin et à l'Est par la forêt rhénane, en zone agricole. Le village est établi à une altitude comprise entre 192 m et 207 m. Son sol est en partie limoneux et pierreux (alluvions du Rhin). Obersaasheim fait partie des régions les plus sèches de France affichant une pluviométrie annuelle inférieure à 500 mm.
Insolite : la situation climatique et géologique de la région Hardt Nord permet la plantation en terre du palmier Trachycarpus fortunei, lequel peut atteindre plusieurs mètres de haut. Certains sont visibles à Obersaasheim.
| Weckolsheim | Algolsheim   |            |
|             | Obersaasheim | Geiswasser |
| Dessenheim  | Heiteren     |            |

### Hydrographie

#### Réseau hydrographique
La commune est dans le bassin versant du Rhin au sein du bassin Rhin-Meuse. Elle est drainée par le canal du Rhône au Rhin, le canal d'Irrigation de la Hardt, le ruisseau du Muhlbach de la Hardt, le Thierbachgraben, le canal d'Irrigation d'Algolsheim et le canal d'Irrigation d'Heiteren,,.
Le canal du Rhône au Rhin est un canal français qui relie la Saône, affluent navigable du Rhône, au Rhin, par la vallée du Doubs et son prolongement en Haute Alsace jusqu'à Niffer sur le Rhin, un autre prolongement rejoignant Strasbourg par la canalisation de l'Ill. La commune est sur la section qui relie Valdieu-Lutran à Saint-Symphorien-sur-Saône. 
Le canal d'irrigation de la Hardt, d'une longueur de 30 km, est un canal, chenal non navigable qui relie la commune de Hombourg à Algolsheim, où il se jette dans le canal du Rhône au Rhin. 
Le ruisseau du Muhlbach de la Hardt, d'une longueur de 38 km, prend sa source dans la commune de Ottmarsheim et se jette  dans le canal de Neuf-Brisach à Biesheim, après avoir traversé 15 communes. 

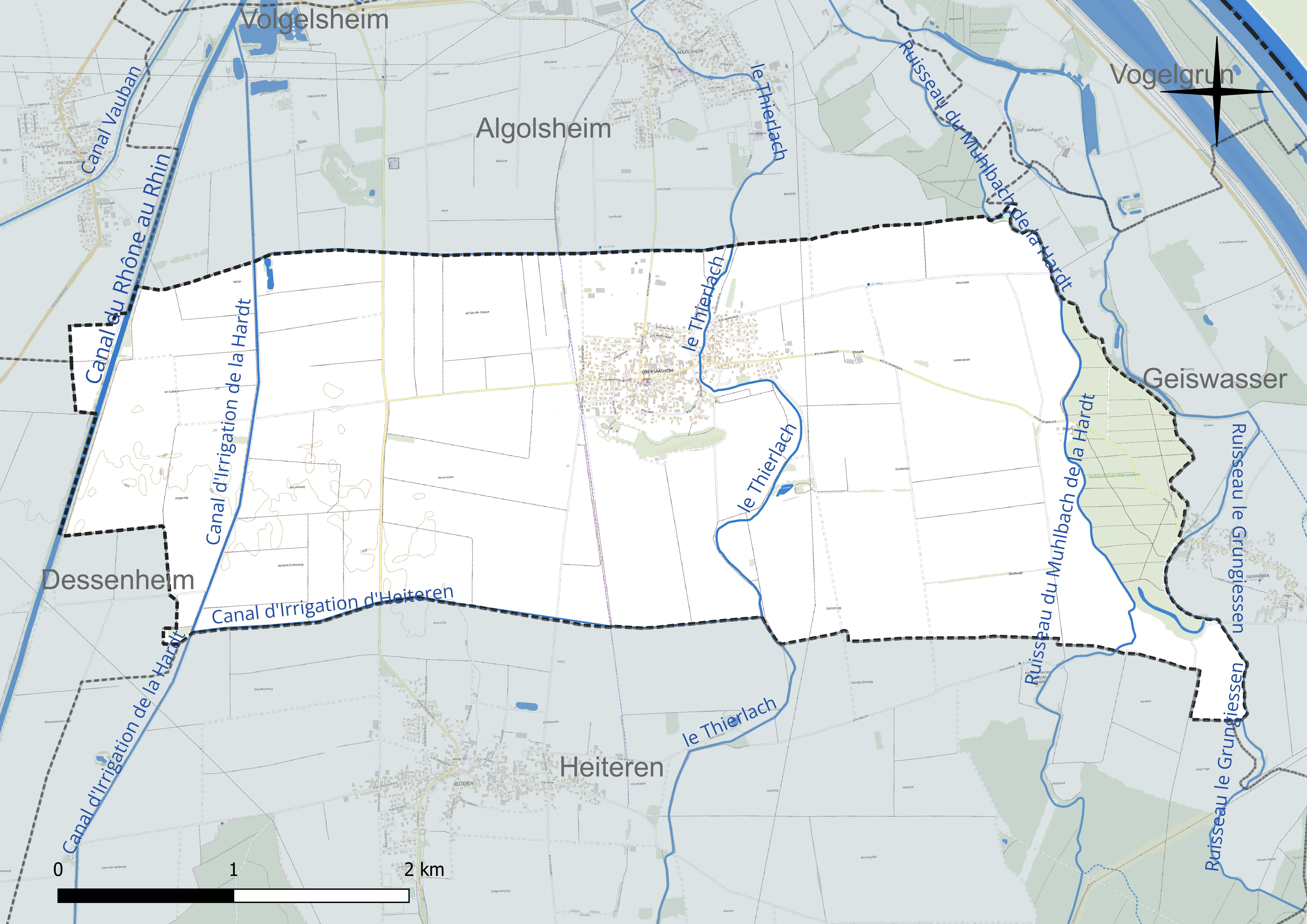
Réseau hydrographique d'Obersaasheim.

Le Thierbachgraben, d'une longueur de 12 km, prend sa source dans la commune de Nambsheim et se jette  dans 0 à Volgelsheim, après avoir traversé cinq communes. 

#### Gestion et qualité des eaux
Le territoire communal est couvert par le schéma d'aménagement et de gestion des eaux (SAGE) « Ill Nappe Rhin ». Ce document de planification concerne la nappe phréatique rhénane, les cours d'eau de la plaine d'Alsace et du piémont oriental du Sundgau, les canaux situés entre l'Ill et le Rhin et les zones humides de la plaine d'Alsace. Le périmètre s’étend sur 3 596 km2. Il a été approuvé le 17 janvier 2005. La structure porteuse de l'élaboration et de la mise en œuvre est la région Grand Est. 
La qualité des cours d’eau peut être consultée sur un site dédié géré par les agences de l’eau et l’Agence française pour la biodiversité. 

### Climat
Pour des articles plus généraux, voir Climat du Grand Est et Climat du Haut-Rhin.
En 2010, le climat de la commune est de type climat océanique altéré, selon une étude du Centre national de la recherche scientifique s'appuyant sur une série de données couvrant la période 1971-2000. En 2020, Météo-France publie une typologie des climats de la France métropolitaine dans laquelle la commune est exposée à un climat semi-continental et est dans la région climatique  Alsace, caractérisée par une pluviométrie faible, particulièrement en automne et en hiver, un été chaud et bien ensoleillé, une humidité de l’air basse au printemps et en été, des vents faibles et des brouillards fréquents en automne (25 à 30 jours). 
Pour la période 1971-2000, la température annuelle moyenne est de 10,6 °C, avec une amplitude thermique annuelle de 17,8 °C. Le cumul annuel moyen de précipitations est de 637 mm, avec 7,7 jours de précipitations en janvier et 9,6 jours en juillet. Pour la période 1991-2020, la température moyenne annuelle observée sur la station météorologique de Météo-France la plus proche, « Colmar-Meyenheim », sur la commune de Meyenheim à 17 km à vol d'oiseau, est de 11,3 °C et le cumul annuel moyen de précipitations est de 595,0 mm. 
La température maximale relevée sur cette station est de 40,9 °C, atteinte le 13 août 2003 ; la température minimale est de −24,8 °C, atteinte le 27 février 1986,,. 
Les paramètres climatiques de la commune ont été estimés pour le milieu du siècle (2041-2070) selon différents scénarios d'émission de gaz à effet de serre à partir des nouvelles projections climatiques de référence DRIAS-2020. Ils sont consultables sur un site dédié publié par Météo-France en novembre 2022.

## Urbanisme

### Typologie
Au 1er janvier 2024, Obersaasheim est catégorisée ceinture urbaine, selon la nouvelle grille communale de densité à sept niveaux définie par l'Insee en 2022.
Elle est située hors unité urbaine. Par ailleurs la commune fait partie de l'aire d'attraction de Colmar, dont elle est une commune de la couronne,. Cette aire, qui regroupe 95 communes, est catégorisée dans les aires de 50 000 à moins de 200 000 habitants,.

### Occupation des sols
L'occupation des sols de la commune, telle qu'elle ressort de la base de données européenne d’occupation biophysique des sols Corine Land Cover (CLC), est marquée par l'importance des territoires agricoles (88,7 % en 2018), une proportion sensiblement équivalente à celle de 1990 (89,2 %). La répartition détaillée en 2018 est la suivante : 
terres arables (88,7 %), forêts (5,8 %), zones urbanisées (5,6 %). L'évolution de l’occupation des sols de la commune et de ses infrastructures peut être observée sur les différentes représentations cartographiques du territoire : la carte de Cassini (XVIIIe siècle), la carte d'état-major (1820-1866) et les cartes ou photos aériennes de l'IGN pour la période actuelle (1950 à aujourd'hui).

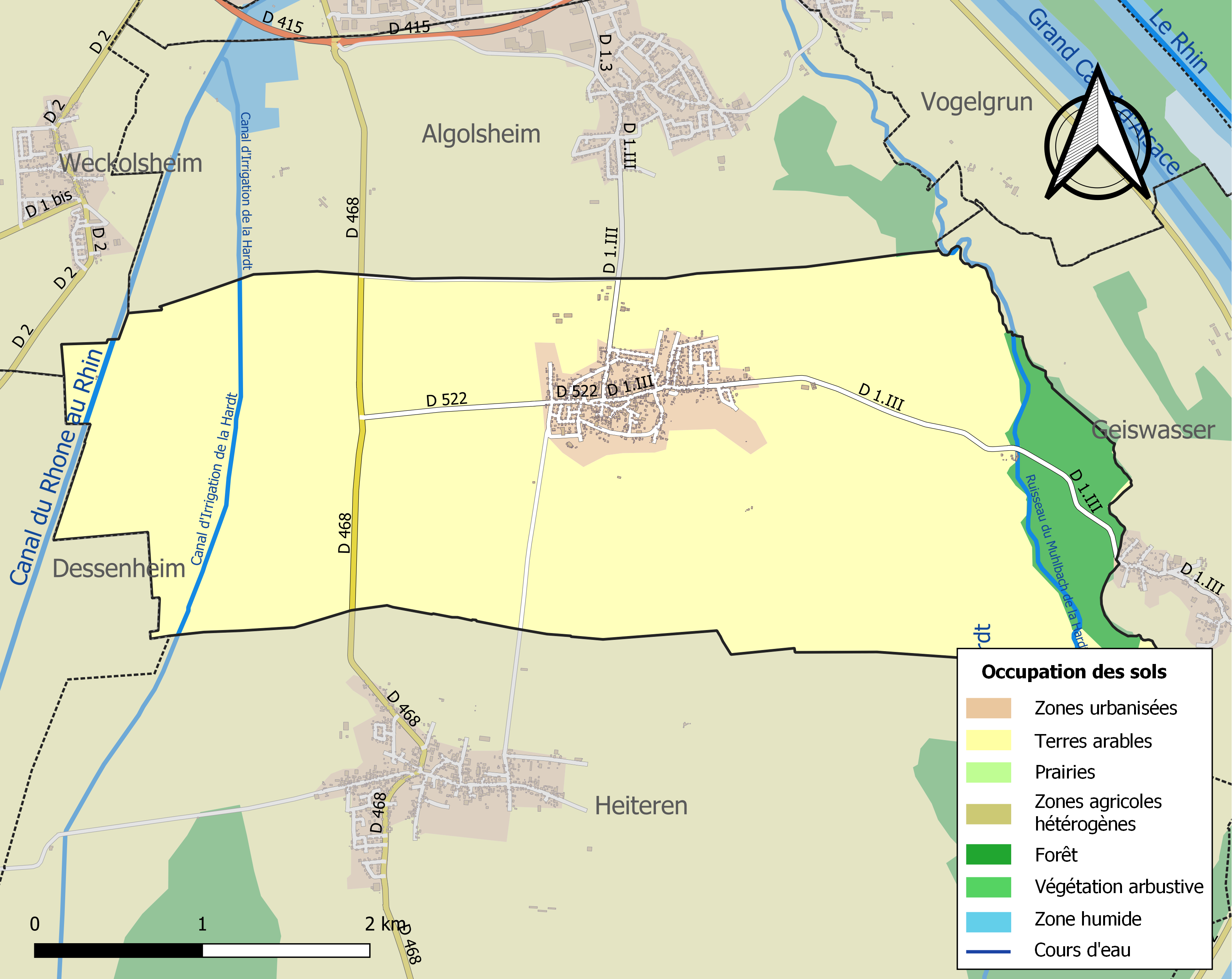
Carte des infrastructures et de l'occupation des sols de la commune en 2018 (CLC).

## Histoire

### Chronologie
Cité en 768 sous le nom de Saxones (Saxen en allemand), ce qui indique une fondation des colons saxons (déportés par Charlemagne ?). L'abbaye de Munster y détient dès lors des biens qu'elle conservera jusqu'en 1789. Obersaasheim appartint au Moyen Âge aux Habsbourg qui l'inféodèrent aux Andlau. Le nom du village devint « Sachsen » en 1316, « Sachseim » en 1517 et Sassenheim en 1576.
En 1302 pour la première fois, une église est mentionnée. La paroisse est fondée en 1316 et entre dans le chapitre rural de l'évêché de Bâle en 1317. Le village est détruit en partie lors de la Guerre de Trente Ans et c'est finalement en 1683 que Obersaasheim est érigé en paroisse autonome. Entre 1772 et 1777, un presbytère et une église sont construits : Saint Gall devient patron de la paroisse. De 1835 à 1838, construction de la mairie et de l'école communale.
Au début de la Seconde Guerre mondiale, les habitants du village sont évacués en Lot-et-Garonne, notamment dans les communes de Guérin et de Romestaing et ce jusqu'à l'automne 1940 où les Alsaciens furent sommés par les occupants de regagner leurs villages.

C'est entre le 2 et le 6 février 1945 que la commune est libérée.

### Héraldique
| Blason d'Obersaasheim | Les armes d'Obersaasheim se blasonnent ainsi : « D'or à l'ours de sable, langué de même, colleté d'argent. » |

L'écusson du village représente un ours noir dressé sur ses pattes arrière sur font jaune.

## Politique et administration
| Période                                  | Période  | Identité            | Étiquette | Qualité |
| ---------------------------------------- | -------- | ------------------- | --------- | ------- |
| avant 1988                               | ?        | Françoise Gringer   |           |         |
| 1996                                     | 2001     | Jean-Louis Schubnel |           |         |
| 2001                                     | 2008     | Michel Wilme        |           |         |
| 2008                                     | mai 2020 | Patrick Clur        |           |         |
| mai 2020                                 | En cours | Marie Laure Gerber  |           |         |
| Les données manquantes sont à compléter. |          |                     |           |         |

## Démographie
L'évolution du nombre d'habitants est connue à travers les recensements de la population effectués dans la commune depuis 1793. Pour les communes de moins de 10 000 habitants, une enquête de recensement portant sur toute la population est réalisée tous les cinq ans, les populations de référence des années intermédiaires étant quant à elles estimées par interpolation ou extrapolation. Pour la commune, le premier recensement exhaustif entrant dans le cadre du nouveau dispositif a été réalisé en 2006.

En 2022, la commune comptait 1 039 habitants, en évolution de +0,97 % par rapport à 2016 (Haut-Rhin : +0,66 %, France hors Mayotte : +2,11 %).
| 1793 | 1800 | 1806 | 1821 | 1831 | 1836 | 1841 | 1846 | 1851 |
| ---- | ---- | ---- | ---- | ---- | ---- | ---- | ---- | ---- |
| 533  | 506  | 498  | 587  | 650  | 691  | 788  | 807  | 784  |

| 1856 | 1861 | 1866 | 1871 | 1875 | 1880 | 1885 | 1890 | 1895 |
| ---- | ---- | ---- | ---- | ---- | ---- | ---- | ---- | ---- |
| 704  | 659  | 645  | 649  | 603  | 583  | 535  | 506  | 472  |

| 1900 | 1905 | 1910 | 1921 | 1926 | 1931 | 1936 | 1946 | 1954 |
| ---- | ---- | ---- | ---- | ---- | ---- | ---- | ---- | ---- |
| 484  | 471  | 500  | 471  | 494  | 489  | 463  | 471  | 450  |

| 1962 | 1968 | 1975 | 1982 | 1990 | 1999 | 2006 | 2011  | 2016  |
| ---- | ---- | ---- | ---- | ---- | ---- | ---- | ----- | ----- |
| 528  | 505  | 546  | 653  | 706  | 807  | 973  | 1 016 | 1 029 |

| 2021  | 2022  | - | - | - | - | - | - | - |
| ----- | ----- | - | - | - | - | - | - | - |
| 1 032 | 1 039 | - | - | - | - | - | - | - |

## Lieux et monuments
- Palmiers : on trouve sur le territoire de la commune des palmiers Trachycarpus fortunei, ou « palmier moulin », en pleine terre. La situation météo de la région, froid-sec en hiver et chaud-humide en été, ainsi que la nature du sol, conviennent tout particulièrement à ce type de palmier.
- Vieux arbres : la commune compte quelques vieux chênes superbes et des merisiers de 50 à 60 ans d'âge.

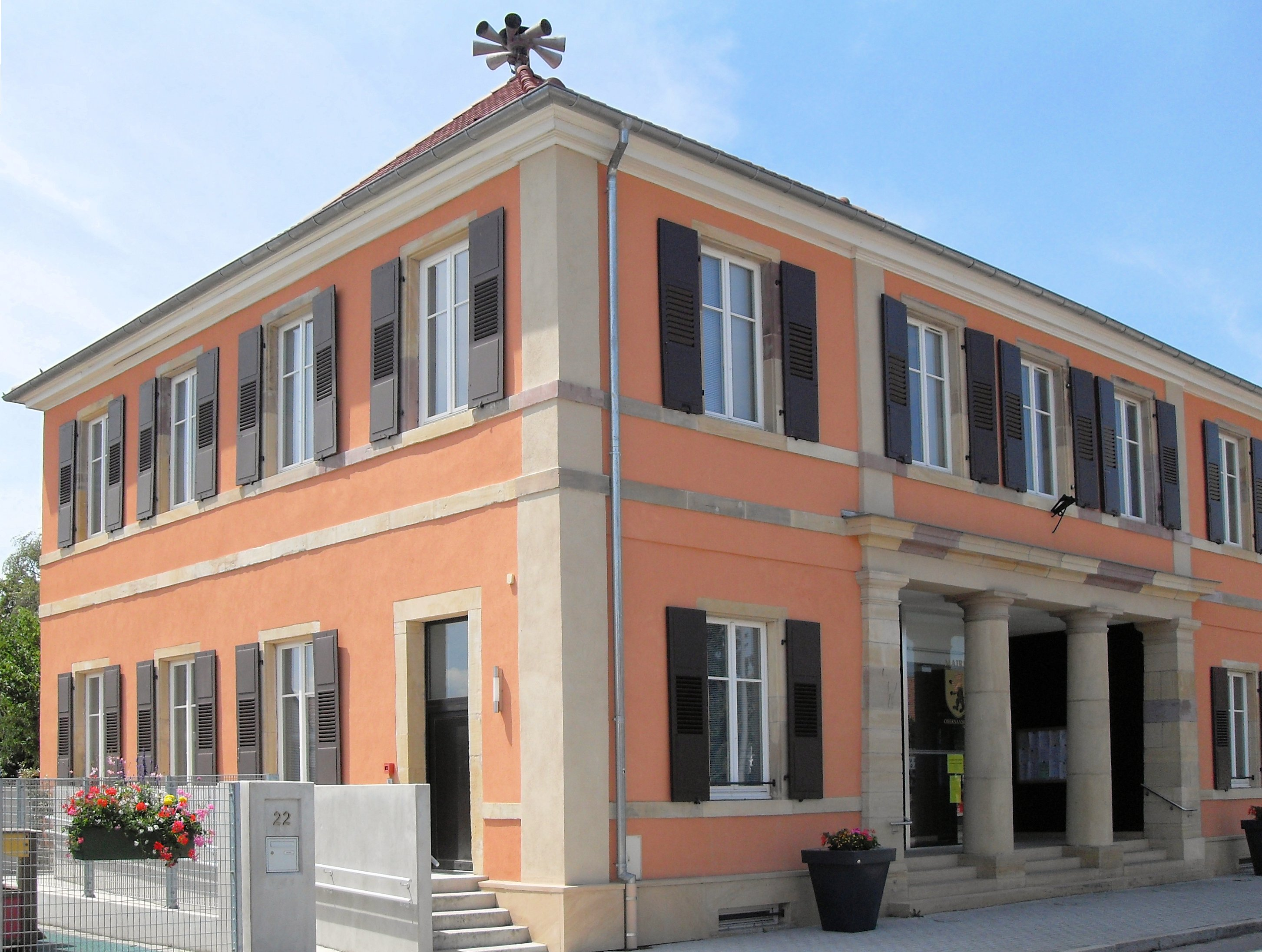
Mairie.
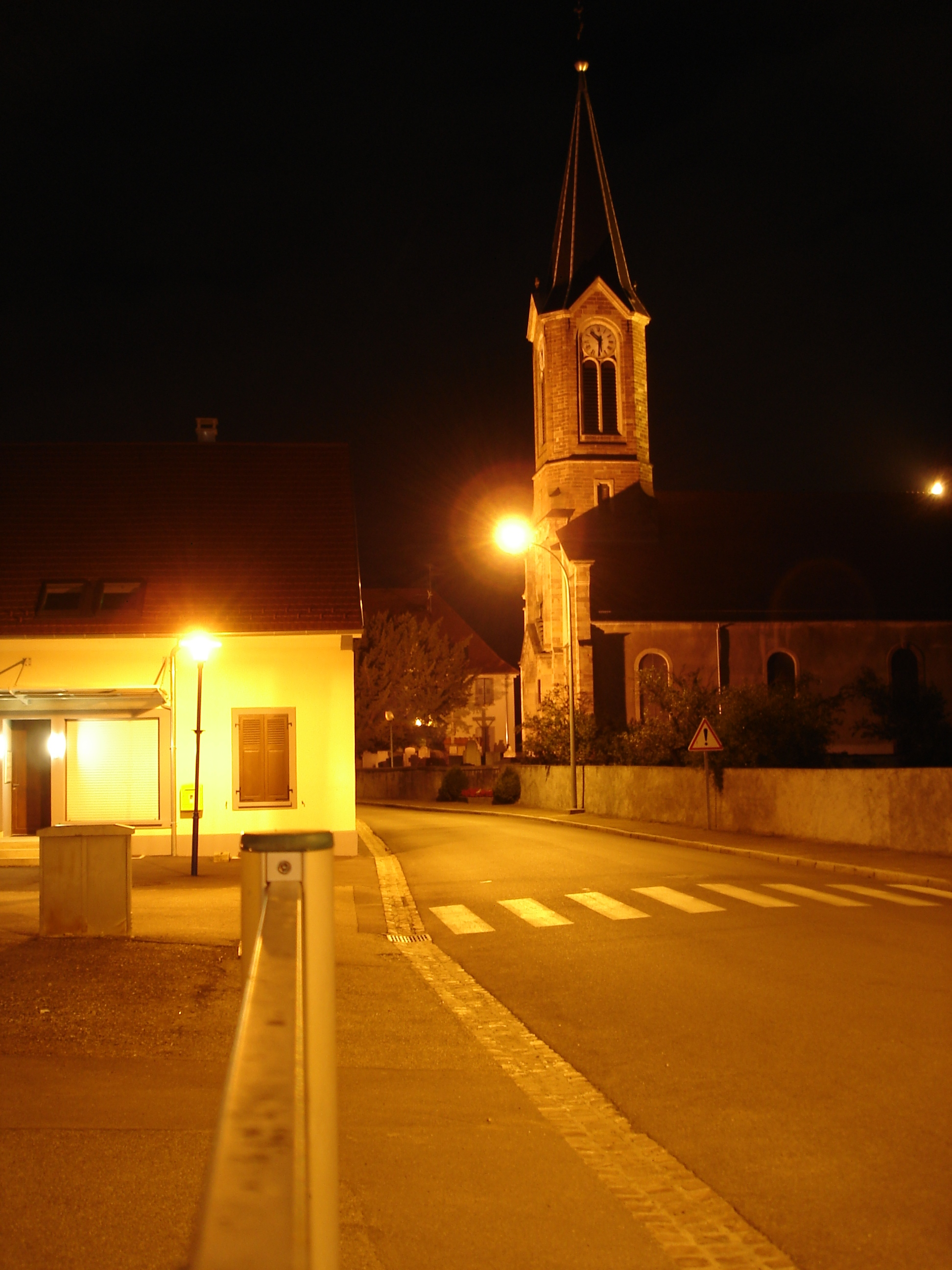
Église Saint-Gall.

## Jumelages
- Guérin, département de Lot-et-Garonne (France)[21] ;
- Romestaing, département de Lot-et-Garonne (France)[21].